# 八幡町立西和良小学校洲河分校
八幡町立西和良小学校洲河分校（はちまんちょうりつ にしわらしょうがっこう　すごうぶんこう）は、かつて岐阜県郡上郡八幡町（現・郡上市）に存在した公立小学校の分校。

## 概要
- 西和良小学校の分校であり、八幡町洲河（旧・西和良村大字洲河）が校区であった。1967年廃校。
- 跡地は洲河公民館（洲河集会場）となっている。

## 沿革
- 1873年（明治6年）9月 -　洲河村に洲河義校が開校する。洲河村、小板屋新田村、夕谷村の児童が通学する。
- 1875年（明治8年） - 中之保村、小板屋新田村、鬼谷村、夕谷村が合併し、美山村が発足。
- 1878年（明治11年）8月 - 美山村の一部（小板屋新田、夕谷）が洲河義校の校区から美山学校の校区に移る。
- 1880年（明治13年） - 野々倉分教場を設置。
- 1886年（明治19年） - 洲河簡易科小学校に改称する。
- 1893年（明治26年）4月 -
  - 洲河尋常小学校に改称する。
  - 野々村分教場が野々倉尋常小学校として独立する。
- 1897年（明治30年）4月1日 - 美山村、入間村、洲河村、野々倉村、小那比村が合併し、西和良村が発足。
- 1908年（明治41年） - 西和良村の学校が統合され[注釈 2]、西和良尋常小学校となる。旧・洲河尋常小学校は西和良尋常小学校洲河分教場となる。
- 1910年（明治43年）4月 - 尋常科1～3年の通学となる。
- 1914年（大正3年） - 校舎を新築（木造2階建）。
- 1941年（昭和16年）4月1日 - 西和良国民学校洲河分教場に改称する。
- 1947年（昭和22年）4月1日 - 西和良村立西和良小学校洲河分校に改称する。
- 1948年（昭和23年）4月 - 1～6年の通学となる。
- 1954年（昭和29年）12月15日 - 八幡町、相生村、川合村、口明方村、西和良村が合併し、八幡町が発足。同時に八幡町立西和良小学校洲河分校に改称する。
- 1957年（昭和32年）3月 - 校舎を新築する。
- 1967年（昭和42年）4月1日 - 廃止。